# Apis mellifera adamsonii
Apis mellifera adansonii es una subespecie de abeja doméstica que ocupa el oeste de África. Se confunde con la subespecie Apis mellifera scutellata, siendo citada en la bibliografía como la subespecie importada a Brasil en 1956 que se hibridó con las abejas europeas del continente americano, dando origen a los híbridos africanizados o abejas africanizadas.
Esta subespecie tiene su área de distribución en Nigeria, Burkina Faso, Senegal, Congo y Camerún. Su distribución subsahariana, hace que sea un componente genético pertenezca al linaje del Tipo A (Africano).

Apis mellifera adansonii es pequeña. Su peso es de 85 mg. El diámetro de las celdas es 4,7 milímetros y hay 1.040 celdas en un dm². La coloración de las abejas no es uniforme. La mayoría de las colonias son híbridos de amarillo y de negro aunque alrededor de las montañas volcánicas de Manengouba y de Bamboutos se puede todavía encontrar a colonias negras. La variedad negra es generalmente menos agresiva pero se evade fácilmente. Esta variedad también tiene una mejor capacidad para regular la temperatura interna de la colmena cuando el tiempo es frío.
Criticado a menudo para su conducta defensiva y pobre cosechas de miel, Apis mellifera adansonii es muy activa y reacciona rápido, ante la búsqueda de néctar, o parar recolectar. Es rápido al dejar la colmena y comienza el trabajo media hora antes de la salida del sol para recoger el néctar, que se produjo durante las horas frescas de la noche.
Una colmena que se movió 5 a 10 metros durante la noche no es un problema para esta abeja: después de buscar alimento, volverá al lugar original de la colmena, circunda algunas veces y después entra a una nueva colmena. Esta deriva importante explica porqué los apicultores locales colocan siempre colmenas 3 a 4 metros entre cada una.
Visitar a una colonia es generalmente fácil si se utiliza el humo blanco, fresco hecho con cualquier hierba seca, o chala de maíz, plátano, etc. Tres minutos después de ahumar la entrada de la colmena se puede trabajar tranquilo cinco minutos. Si demora más tiempo tendrá que ahumar abundantemente asegurándose que la colonia no deje la colmena enjambrando en el árbol más cercano (esto es especialmente importante con la variedad negra de la abeja). Si la colonia se va, deberá capturarla una nueva colmena con cría. Si la colonia no se va usted encontrará uno de los problemas más grandes en el trabajo con estas abejas (cuando la mayoría de la colonia forma enjambres debajo y afuera de la colmena (aunque habrá desaparecido su defensividad enteramente). Después de media hora la colonia volverá a entrar su colmena.
Hay dos períodos que son favorables para la salida de enjambres o evadirse: el principio de la estación seca (noviembre/diciembre) cuando los árboles están en flor, y en su extremo cuando hay fuegos en los arbustos y una penuria de alimento. Durante período de la salida en enjambre los accidentes pueden ocurrir. Si los niños descubren un enjambre y lo molestan lanzando a menudo piedras al mismo. Atacando en pocos segundos, producen centenares de picaduras causando a menudo su muerte (las abejas provocan más muertes en África que serpientes, a pesar de que estas últimas son muy numerosas). La cera de abejas hervida con la hierba para la fiebre es el remedio más eficaz. 
El instinto de la limpieza se desarrolla altamente en Apis mellifera adansonii. Los pisos de la colmena están limpios todo el año alrededor. Una abeja muerta debajo o delante de la colmena se quita inmediatamente. Una o dos abejas están volando continuamente alrededor de la colmena que busca cualquier cosa anormal. Muchos olores como el sudor, y las picaduras dejadas en ropas les hacen defensiva. 
Durante la cría de celdas reales, que son numerosas es importante tener cría abierta dentro de la colmena cuando una reina sale a realizar el vuelo de fecundación para evitar que la colonia la siga.
Apis mellifera adansonii es frágil; en una jaula pequeña de la reina muchas abejas mueren después de un corto tiempo, haciendo difícil de mantener a una reina viva fuera de la colmena. Aunque pueden resistir la lluvia al volar muchas abejas mueren por tormentas grandes cuando se lanzan en charcos del agua y se ahogan. Los alimentadores usados para darles el jarabe deben tener una superficie líquida pequeña (estas abejas no son buenas nadadoras).
Las enfermedades y los parásitos son escasos. Pruebas realizadas con Apistan y Apivar para detectar Varroa dieron negativas. Una especie de Braulea es presente pero no causa mayores daños.
Las polillas de la cera son abundantes y pueden hacer que una colonia débil enjambre. En cada colmena pueden encontrarse de 10 a 20 Aethina tumida, escarabajo negro pequeño que se oculta entre los marcos y cubre marcos. En la abertura de la colmena los escarabajos se mueven en los panales donde las abejas intentan cogerlos para sacarlos. Los escarabajos se escapan a menudo por su forma plana y quitina lisa. Como A. m. adamsonii limpia bien la colmena, los numerosos huevos puestos por los escarabajos se destruyen. Si un panal roto cae la fondo de la colmena los escarabajos se deslizan debajo y ponen huevos por millares, los cuales convierten en larvas pequeñas que acometen la miel y el polen y que crean un olor desagradable que las abejas evaden.
La mayoría de las colmenas tradicionales se hacen con la palma de la rafia con la cual es fácil de trabajar: la corteza es muy dura y la parte interior es muy suave. El coste es bajo y su uso para el edificio de la colmena es muy provechoso. La colmena se puede reforzar por el uso de dos lados de madera.
En Camerún la apicultura es una actividad muy antigua que ha cambiado mucho durante los 30 años pasados bajo influencia de misioneros y de ONG. Las colmenas fueron hechas tradicionalmente de rafia o corteza de palmas, con dos aberturas para facilitar la cosecha, sin disturbar la cría. La colmena horizontal fue introducida hace diez años.
Hoy se adoptaron dos modelos: el cuerpo puede ser una colmena Langstroth o una colmena horizontal, ambas con 10 marcos de 22 milímetros de ancho, cada uno con un espacio de 10 milímetros. Los dos modelos ofrecen una superficie de 70.000 celdas para poner de la reina (una buena reina necesita cerca de 48.000 celdas). Una colmena Dadant con nueve marcos en la cámara de cría. Todos los marcos tienen 47,5 centímetros de largo. Las alzas de las colmenas tienen 50,5 centímetros de largo por 40 centímetros de ancho, en virtud que la madera tiene 3 centímetros de grosor.
Estos dos tipos de colmenas permiten tres o cuatro cosechas de miel al año en una buena colonia: ese es cerca de 30 kilogramos. No es verdad que en climas tropicales las flores son numerosas todo el año entero.
En la provincia del oeste de Camerún la población humana es tan alta que las cosechas de maíz y de habas ocupan toda la tierra. Los árboles principales que dan el néctar son aguacate, plátano, café y mango. Incluso el polen falta fuera de los períodos en que florece el maíz y de las palmeras. En lugar, las abejas recolectan el polen de bambúes y de hierbas, o durante algunas partes del año recogen las harinas de la mandioca, del maíz y del arroz en los mercados.
La mayoría de los apicultores utilizan barras con las tiras pequeñas de cera estampada a lo largo del cuadro. La abeja Apis mellifera adamsonii, prefiere construir los panales con su propia cera en vez de las hojas de cera estampada, que tienen el patrón de 800 celdas en vez de 1000 que es lo que necesitan. Dos apicultores están haciendo extractores de miel en barriles plásticos con un marco del metal. La cera estampada o los ahumadores de construyen en Bafoussam.